# Historia de la Catedral-Basílica de Nuestra Señora del Pilar de Zaragoza

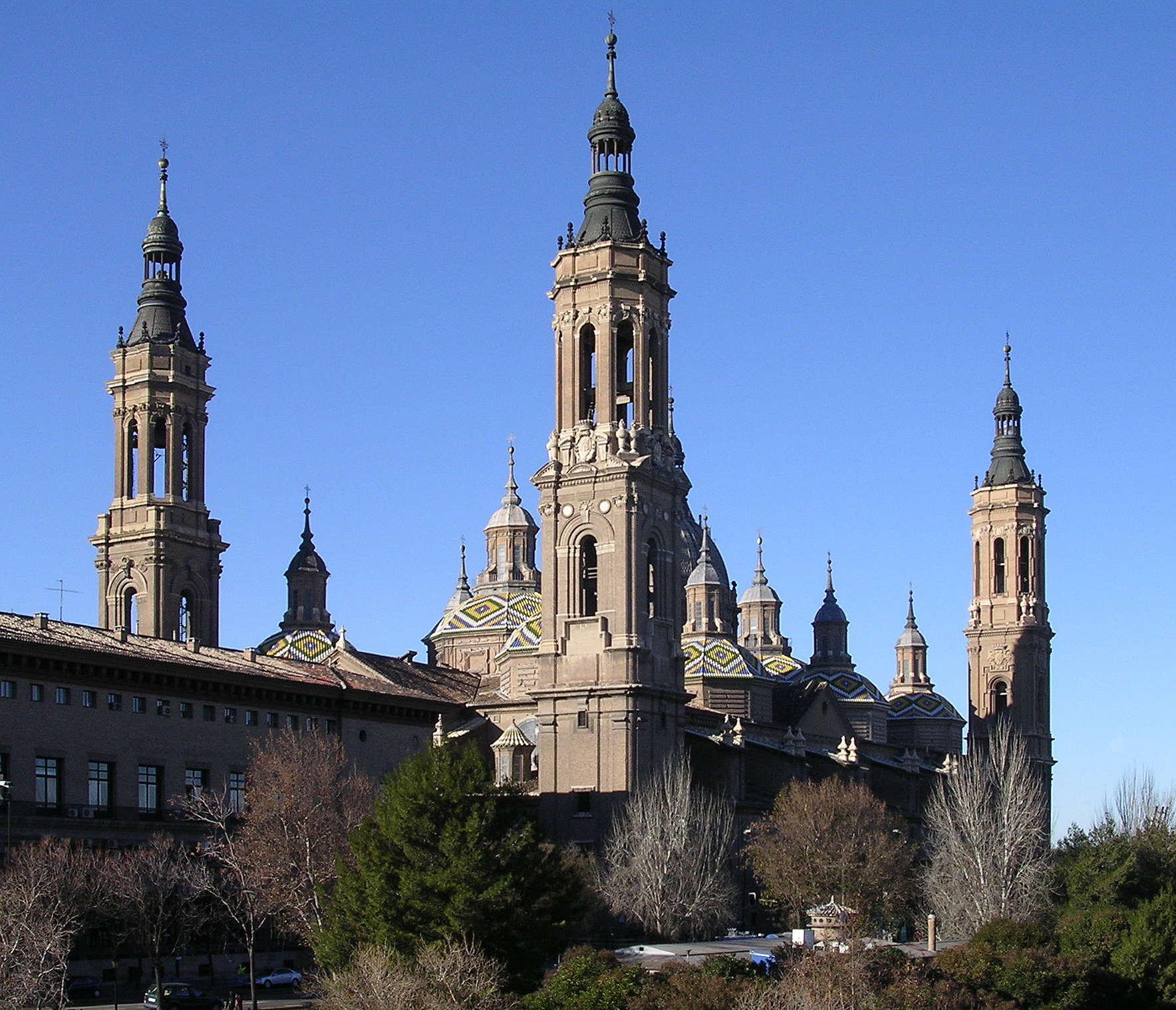
Basílica de Nuestra Señora del Pilar.

La historia de la Catedral-Basílica de Nuestra Señora del Pilar de Zaragoza se remonta, según la tradición, a la venida de la Virgen María, quien, viviendo aún en Jerusalén, se habría aparecido en carne mortal al apóstol Santiago el día 2 de enero del año 40 y el templo surgiría como receptáculo cada vez de mayor amplitud para el objeto que allí venera la tradición cristiana, el pilar —en realidad una columna de jaspe—, que fue dejado por María a orillas del Ebro en dicha ciudad. Documentalmente no hay pruebas arqueológicas ni históricas que sustenten este relato, que aparece en 1297 en una bula del papa Bonifacio VIII y dos años más tarde en una declaración de los Jurados de Zaragoza, donde se habla por vez primera de la advocación de «Santa María del Pilar», tras emprender en 1293 el obispo Hugo de Mataplana una rehabilitación del edificio que amenazaba ruina, gracias a las donaciones propiciadas por la mencionada bula papal.
La historia documentada del templo data del siglo IX, cuando según la Historia del traslado de San Vicente escrita por Aimoino, se atestigua la existencia de una iglesia mozárabe en Saraqusta dedicada a Santa María en el mismo lugar en el que actualmente se encuentra la basílica barroca. En torno a este templo se articulaba una de las comunidades de cristianos de la ciudad.
Tras la conquista de Zaragoza por el rey Alfonso I de Aragón en 1118, el templo se reedifica construyendo una iglesia románica cuyas obras no finalizaron hasta el siglo XIII, de cuyo aspecto da idea un tímpano que se conserva integrado en la fachada actual.
Sin embargo, aún no transcurrido un siglo desde la finalización de la obra románica, se decide en 1293 iniciar la construcción de un nuevo edificio, en estilo gótico-mudéjar, cuya conclusión se extendió hasta 1518. La colegiata mudéjar incluía un lujoso coro y el retablo del altar mayor, encargado a Damián Forment, que se conservan en la actual concatedral.

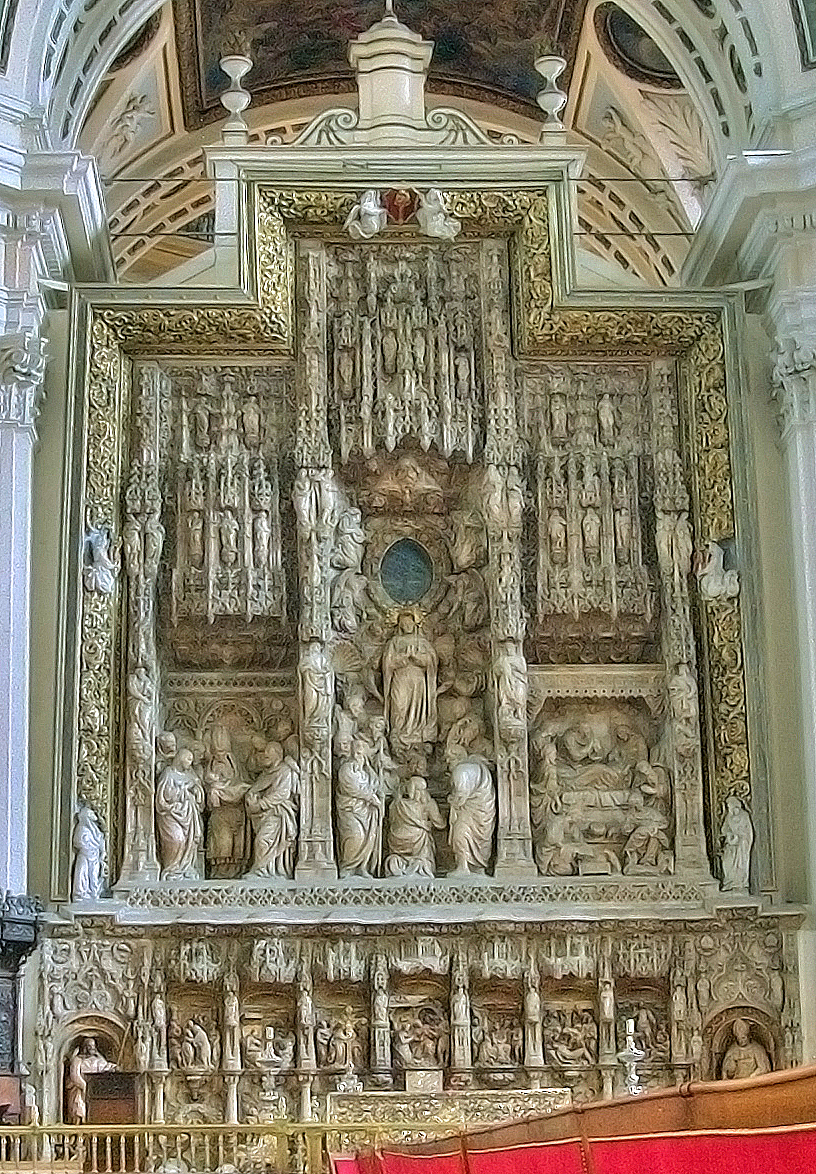
Retablo de la Asunción. Altar mayor de la Basílica del Pilar. Realizado por Damián Forment entre 1509 y 1518.

A finales del siglo XVII se plantea de nuevo la necesidad de erigir una nueva basílica de grandes proporciones de estilo barroco, que se convertiría en la segunda catedral de la ciudad, junto con La Seo. El proyecto, iniciado por José Felipe de Busiñac y Felipe Sánchez y revisado por Francisco de Herrera el Mozo, comenzaría a ejecutarse en 1681. Más adelante, en 1750, Ventura Rodríguez se encargaría de revisar el diseño completo e introducir cambios que lo acercarían al gusto neoclásico. Obra maestra de su labor fue la concepción de una nueva capilla para la Virgen, consistente en un templete de gran suntuosidad que integra caracteres barrocos, rococó y neoclásicos.
Finalmente, y a lo largo de los siglos XIX y XX, se erigieron las cúpulas y linternas faltantes y las altas torres de los ángulos que, en 1961, darían a la Basílica del Pilar el aspecto con el que hoy se conoce.

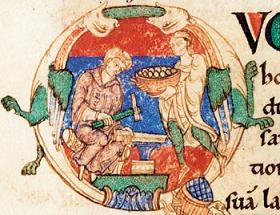
Códice miniado (c. -) de los Moralia in Job.

## Los orígenes legendarios
Según la tradición cristiana María se apareció en Zaragoza «en carne mortal» sobre una columna —llamada popularmente «el Pilar»— en el año 40 a Santiago el Mayor y los primeros cristianos de la ciudad, antes incluso de su Asunción.
A partir de este hecho, la tradición religiosa habla de la presencia de una capilla mandada construir por la Virgen para alojar la columna que dejó en testimonio de su venida, primitivo edificio ejecutado por el apóstol Santiago y los siete primeros convertidos de la ciudad del Ebro, según relatan las narraciones históricas cuya fuente más antigua se conserva en el Archivo del Pilar al final de un manuscrito de 1297 de los Moralia, sive Expositio in Job de Gregorio Magno.
La advocación de «Santa María del Pilar» se atestigua muy poco después, en una declaración de los Jurados del Concejo de Zaragoza por la que concedían indulgencias a los peregrinos que aportaran limosnas, fechada a 27 de mayo de 1299.
La difusión extensa del culto a la Virgen, y la peregrinación mariana comienza en el siglo XII en el occidente cristiano y se extiende en la península a lo largo del XIII. Ejemplo de esta nueva devoción popular son los Milagros de Nuestra Señora (obra compuesta entre 1252 y 1264), de Gonzalo de Berceo.

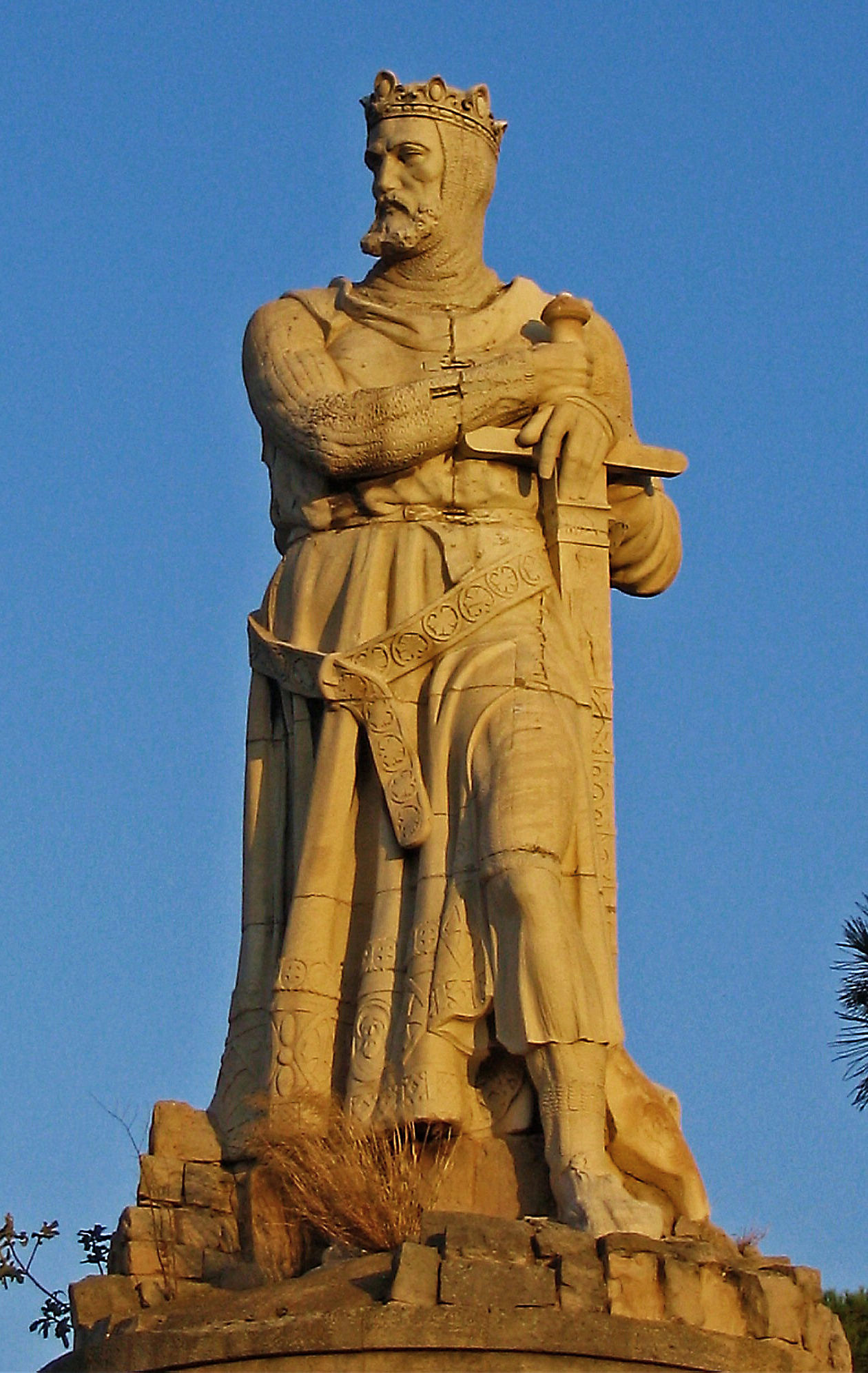
Alfonso I de Aragón (Zaragoza).

## El templo medieval
No hay constatación arqueológica ni documental de la capilla del siglo I, pero sí las hay de la existencia de una iglesia dedicada a Santa María en Saraqusta en el siglo IX, en torno a la que se articulaba una de las comunidades de mozárabes de la ciudad en el lugar que hoy ocupa la Basílica, según transmite Aimoino, monje franco de la abadía de Saint-Germain-des-Prés, en su obra Historia translationis Sancti Vincentii, compuesta entre el 870 y el 888.
Aimoino habla hacia 855 de una «ecclesia Beatae Mariae semper Virginis» ('iglesia de Santa María siempre Virgen'), en la cual el obispo de Cesaraugusta Senior había mandado depositar las reliquias del mártir Vicente. Dado que bajo la dominación islámica no se permitía la construcción de iglesias cristianas nuevas, la de Santa María tuvo que existir en época visigoda. Todo hace pensar que la precariedad de medios de que dispuso la comunidad mozárabe para mantener este templo, llevaría al edificio al estado de deterioro en que se encontró a la conquista de Zaragoza por el rey Alfonso I de Aragón en 1118.
Diversos testimonios indican que la Zaragoza de San Braulio pudo disponer de al menos tres iglesias: la situada en el solar de la actual catedral (La Seo) —posiblemente dedicada a San Vicente, en cuyas excavaciones se halló un cancel visigótico, y convertida con la conquista islámica en mezquita aljama—, la de las Santas Masas —dedicada a los Innumerables mártires—, y la que aquí se analiza de Santa María. Restos arqueológicos del siglo X y otro documento de 987 donde se lee «ad Sancta Maria qui est sita in Çaragotia et ad Sanctas Massas qui sunt foris muros» apoyan lo antedicho, a lo que se vendría a sumar un testimonio de Jerónimo Zurita:

aún estando debajo del yugo de los moros, era el templo más venerado de toda España, por la gran devoción que en él tenía el pueblo cristiano, por haber sido aquella Capilla de Nuestra Señora la Virgen María del Pilar de Zaragoza, consagrada con grandes milagros, desde los tiempos de la primitiva iglesia.
Jerónimo Zurita, Apud, Wifredo Rincón García, op. cit., 2000, pág. 4.

Fue necesario que Pedro de Librana, primer obispo de la diócesis de la nueva capital del Reino, llevara a cabo reparaciones provisionales en la iglesia de Santa María Virgen para poder celebrar el culto y servir de diócesis temporal hasta que en 1121 se acondicionara la mezquita de Zaragoza como sede episcopal o «Seo».
Durante todo el siglo el templo recibe privilegios, bulas y donaciones materiales de papas, reyes, nobles y prelados. En 1135 la viuda de Gastón IV de Bearne, doña Talesa de Aragón, dejó el valioso olifante conservado hoy en el Museo del Pilar. En 1138 el obispado dotará a la iglesia de Santa María con una congregación de canónigos agustinos. La favorecieron en esta época de diversos modos los papas Eugenio III, Alejandro III y Celestino III, y los reyes de Aragón, con privilegios que otorgaron varias dignidades de esta Casa Real, desde el príncipe Ramón Berenguer IV hasta el rey Fernando II. Con estos beneficios, el templo fue creciendo en importancia y convirtiéndose en un reconocido centro mariano.

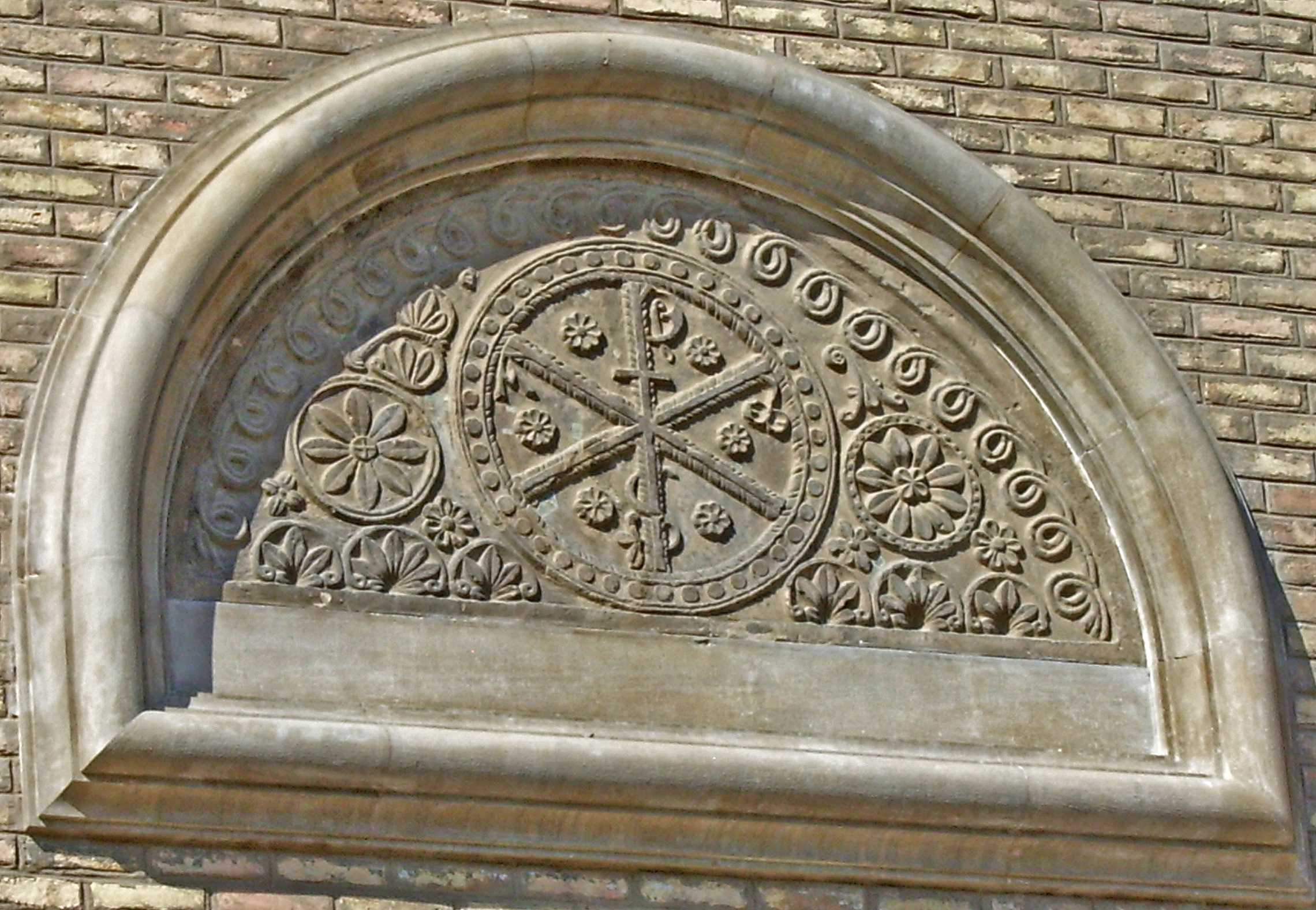
Tímpano de la iglesia románica.

Por fin, en las postrimerías del siglo XII, se emprendió la construcción un templo de nueva fábrica románica, cuyas obras no concluyeron hasta bien entrado el siglo XIII. De esta época data la primitiva capilla antigua del Pilar, situada en el interior de una sala en un claustro anejo al templo principal. Esta precursora capilla de la Virgen del Pilar está documentada por Diego de Espés en 1240 y fue demolida en 1754.
En 1293 la iglesia ya se encontraba muy deteriorada, y el obispo Hugo de Mataplana (o Matallana) promovió ese año obras de restauración del templo con recursos procedentes de una bula del papa Bonifacio VIII del año 1297. Desde este momento se emprende la construcción de un nuevo edificio gótico-mudéjar.
- Reconstrucción virtual de la iglesia románica de Santa María del Pilar. (enlace roto disponible en Internet Archive; véase el historial, la primera versión y la última).

## Lacolegiata de Santa María la Mayor

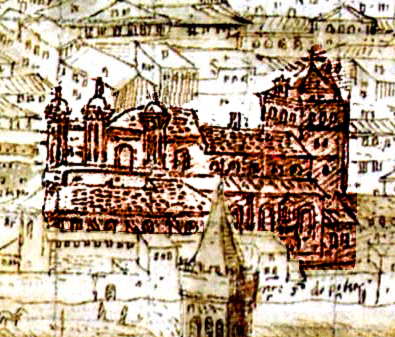
Detalle del templo mudéjar según la Vista de Zaragoza de Antonio van den Wyngaerde, 1563.

El año 1434 o 1435 se produjo un incendio que destruyó la antigua Capilla de la Virgen —de la que se salvaron solo parte de los muros— y causó graves daños en el edificio del templo anejo, por lo que hubo de emprenderse una completa reconstrucción que se extendió hasta 1515, año en que se dan por concluidas las obras, una vez que el retablo del altar mayor encargado a Damián Forment estuvo prácticamente terminado.
La imagen del templo mudéjar de Santa María la Mayor es, de este modo, la más duradera en el tiempo, abarcando más de cuatrocientos años entre el siglo XIV y principios del siglo XVII. Del aspecto de ese templo nos dan una idea bastante fiel un croquis de la planta que se halla en el Archivo del Pilar, una vista de Antonio van den Wyngaerde de 1563, la Vista de Zaragoza de Juan Bautista Martínez del Mazo de 1647 y una detallada descripción notarial del edificio levantada el 2 de octubre de 1668.
Según todos estos datos, la colegiata de Santa María estaba fabricada en ladrillo con técnica mudéjar en una sola nave rematada en ábside poligonal con contrafuertes entre los que se disponían capillas absidiales. Sobre estas capillitas se erguían tres delicadas torrecillas mudéjares. La concepción de la cabecera, de ese modo, era similar a la iglesia de San Pablo de la ciudad.

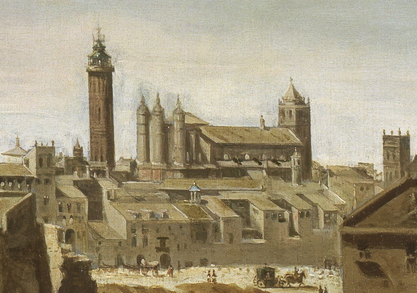
Detalle del templo mudéjar del Pilar en 1647, según la Vista de Zaragoza de Juan Bautista Martínez del Mazo.

La nave central se cubría con bóvedas de crucería estrellada, al igual que las capillas laterales dedicadas a San Braulio, San Martín, Santiago, San Lorenzo, Espíritu Santo y Santa Clara, y en sus claves aparecían florones de madera sobredorada y policromada, como en la contigua Lonja de Mercaderes. El exterior ostentaba tracerías mudéjares similares a las de otras iglesias mudéjares de Zaragoza.
Al interior, el presbiterio lo ocupaba el retablo de 
alabastro de Damián Forment y a 
los pies, ocupando un tercio de la iglesia, estaba el coro (1544-1546), cuya talla de sillería se debe a Esteban de Obray, Juan de Moreto y Nicolás Lobato. Al lado del evangelio, hacia el norte y el río, se accedía al claustro que incluía la antigua Capilla de Nuestra Señora del Pilar, a la que se veneraba, como actualmente, mediante un nicho abierto al otro lado del muro donde se encontraba integrada la columna de la Virgen.

## La Catedral-Basílica barroca y neoclásica
Los primeros proyectos de reforma barroca del nuevo templo se plantearon en 1638. Ese año, el maestro de obras Juan de Marca y el maestro de armas del Reino Miguel Pueyo comenzaron a organizar trabajos de acopio de materiales casi como una iniciativa popular. Pero el impulso definitivo lo dio en 1670 el por entonces Virrey de Aragón, Juan José de Austria, que promovió la construcción del templo que sentó las bases del actual. En 1674 el Cabildo metropolitano asumió la responsabilidad de la obra y adjudicó al templo el rango de catedral, con lo que Zaragoza se convirtió en una ciudad con dos catedrales.

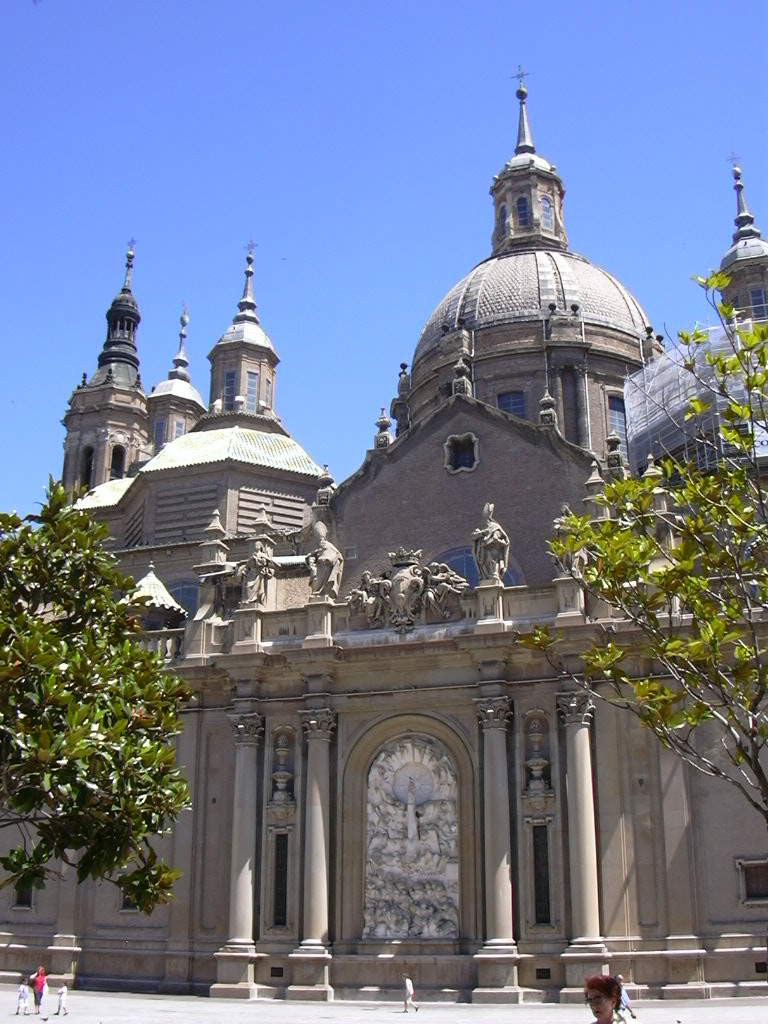
Detalle de la portada principal, en la zona central fachada sur.

La nueva construcción contó desde 1675 con un proyecto de Felipe de Busignac. En 1677 el propio rey Carlos II, que había convocado Cortes en el Reino de Aragón, se hizo cargo de la empresa, aportando una importante cantidad de recursos materiales y creando, para dar impulso a la fábrica, un Patronato Real. El Cabildo, por su parte, convocó un concurso de diseños que fue adjudicado al arquitecto zaragozano Felipe Sánchez. Este planteó un templo rectangular de grandes dimensiones que englobaba el templo y capilla anteriores. Paralelamente, el Patronato y el Cabildo propusieron la incorporación de Francisco de Herrera el Mozo a la cabeza del proyecto. Las obras dieron comienzo el 25 de julio de 1681 cuando el arzobispo Diego de Castrillo colocó la primera piedra.
De 1680 a 1692 comenzó a cimentarse, empezando por el lado de la ribera del Ebro, el más debilitado por estar sometido a las corrientes freáticas del río. En el proceso, el planteamiento original fue experimentando cambios, como la decisión de renunciar a dejar intactos los elementos del templo antiguo, aunque se mantenía en 1694 la idea de respetar íntegra la Santa Capilla medieval. Al frente de la intendencia de la obra se situó desde esas fechas el arzobispo Antonio Ibáñez de la Riva. Diferencias de criterio entre partidarios del proyecto de Herrera el Mozo y del de Felipe Sánchez por la ubicación de la cúpula central y la portada principal, obligaron a la intervención en 1695 de otro arquitecto, Teodoro Ardemans. En 1696, por fin, comienzan a erigirse los muros exteriores y en 1718 ya se habían construido los cuatro primeros tramos desde los pies de la basílica de oeste a este, siendo inaugurada la nueva fábrica el 12 de octubre de ese mismo año.
Desde entonces patrocinaron las obras sucesivamente los arzobispos Manuel Pérez de Araciel (1714-1726), Tomás Crespo de Agüero (1726-1742) y Francisco de Añoa y Busto (1742-1764). Destacaron en la primera mitad del siglo XVIII las aportaciones de Guillén de Rocafull y Rocabertí, conde de Peralada, que propuso erigir cúpulas y linternas, que solo serían construidas en parte tiempo después, entre 1737 y 1782. También propuso una reforma de la Santa Capilla, idea que fraguó hacia 1725. El conde de Peralada nombró ejecutor del proyecto al arquitecto zaragozano Domingo Yarza, que se ocupó de llevar a cabo los designios de Rocafull y Rocabertí hasta ser destituido por el arzobispo Tomás Crespo en 1729. En 1730 la Basílica concatedral alcanza las actuales dimensiones: 130 m de largo por 67 de ancho. 

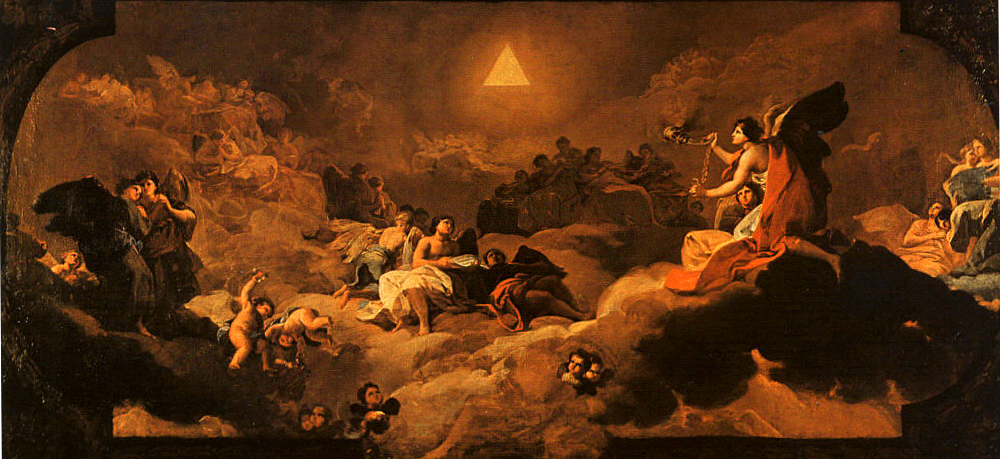
Boceto de El nombre de Dios adorado por los ángeles, fresco de la bóveda del Coreto de la Virgen, por Francisco de Goya (1772).

En 1750 da un renovado impulso a la nueva catedral Fernando VI, que ordenó en 1754 la construcción de la Capilla de Nuestra Señora del Pilar o Santa Capilla sobre los planos de Ventura Rodríguez. El arquitecto, nombrado por el rey, también trató de reorganizar el templo. Sus reformas incluían cambiar de lugar el retablo y el coro renacentistas, creando una vasta nave central que eliminara los obstáculos visuales. Dicha nave tendría por cabecera el gran altorrelieve de mármol que decora el muro del trasaltar de la Santa Capilla de Carlos Salas Viraseca; además quiso reubicar el coro rodeando el presbiterio. El arzobispado y arquitectos posteriores desecharon este plan, pero sí modificó el concepto decorativo del interior, simplificando notablemente la ornamentación churrigueresca de los capiteles y los flameros de las columnas para darle un aspecto más sobrio a la catedral, acorde con el incipiente gusto neoclásico de la época, y diseñando las capillas laterales. Propuso además que se construyeran torres en los ángulos, si bien de menor altura que las que actualmente existen, con objeto de no robar protagonismo al dinamismo bizantino y barroco de las cúpulas. Planeó, asimismo, dos fachadas en 1763, la del lado sur que da a la plaza, y la del coreto, que si no se ejecutaron, sirvieron de modelo para diseños posteriores. Proyectó, finalmente, el Coreto de la Virgen frente a la Capilla de Nuestra Señora. En 1765 el nuevo templete de la Santa Capilla de la Virgen, estaba concluido.
Desde ese mismo momento fue necesario acometer reparaciones en bóvedas y cúpulas, de lo que se encargó Julián Yarza y Lafuente, quien también dirigió a partir de 1764 la conclusión del Coreto y la decoración del mismo, cuya bóveda fue pintada al fresco por Francisco de Goya en 1772. Por otro lado, acabando el siglo, entre 1796 y 1801, Agustín Sanz erige a los pies del templo, sobre el Coro Mayor, una cúpula elíptica.

## El Pilar contemporáneo

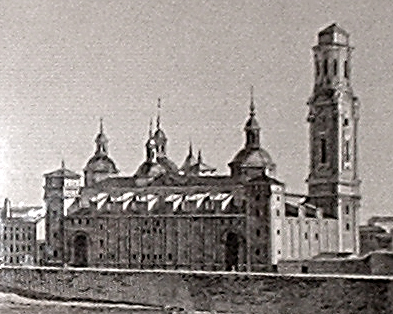
El Pilar en 1806, poco antes de los Sitios de Zaragoza.

El templo exigió permanentemente trabajos de consolidación y reparación debido a la inestabilidad producida en su cimentación por las corrientes subterráneas y filtraciones del cercano río Ebro. Pero la desafortunada época que durante los Sitios de Zaragoza le tocó vivir a la ciudad dejaron la catedral en una situación ruinosa. No fue hasta la segunda mitad del siglo XIX que, gracias en parte a una suscripción popular incentivada por la Real Junta de Obras del Pilar, pudo acometerse la reparación de desperfectos y concluirse proyectos inacabados desde el comienzo de la Guerra de la Independencia.

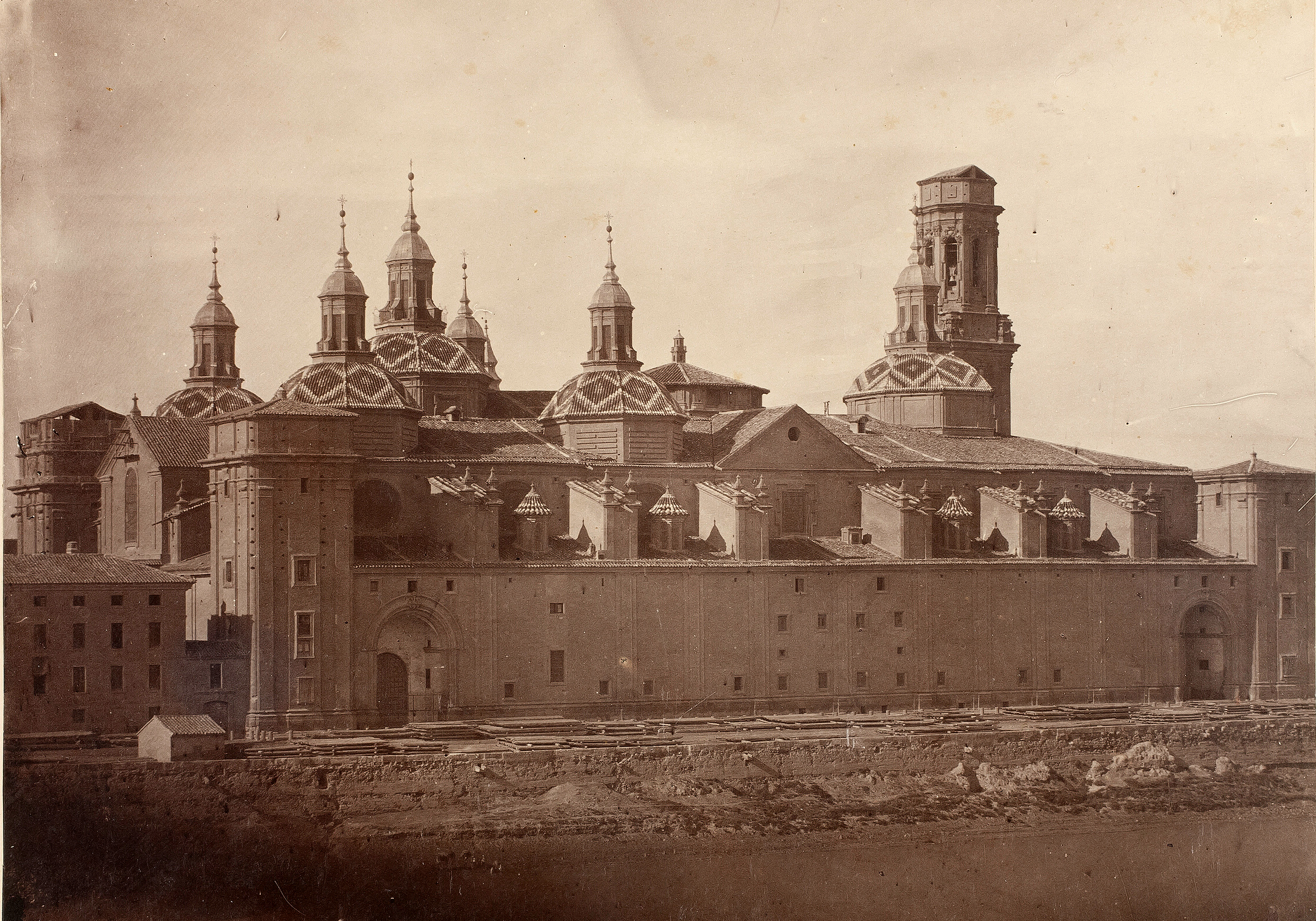
El Pilar, hacia el año 1865, sin la gran cúpula central.

Quedaban aún por alzar cinco cúpulas. La gran cúpula central sobre el presbiterio y otras cuatro de menor tamaño rodeando a la del coro, ya construida. Tomando como modelo la cúpula de San Pedro del Vaticano, José Yarza y Miñana y Juan Antonio Atienza la yerguen entre 1866 y 1869. Durante ese mismo periodo y hasta 1872 elevan el resto de las cúpulas faltantes. El 10 de octubre de ese año la Basílica es consagrada con solemnes celebraciones.
El 22 de junio de 1904 se declaró a la Catedral de Nuestra Señora del Pilar Monumento Nacional. A lo largo del siglo XX se levantaron las torres de los cuatro ángulos, a partir de la única que se había construido, cuya altura era considerablemente menor a la actual. Se recreció la de la esquina suroccidental existente y se construyó otra al otro extremo de la fachada sur, según el modelo de la anterior. José Yarza y Echenique y Ricardo Magdalena elevaron esta segunda torre entre 1903 y 1907, y se ocupó de la decoración escultórica Dionisio Lasuén. Se colocó allí la campana conservada de la derribada Torre Nueva.

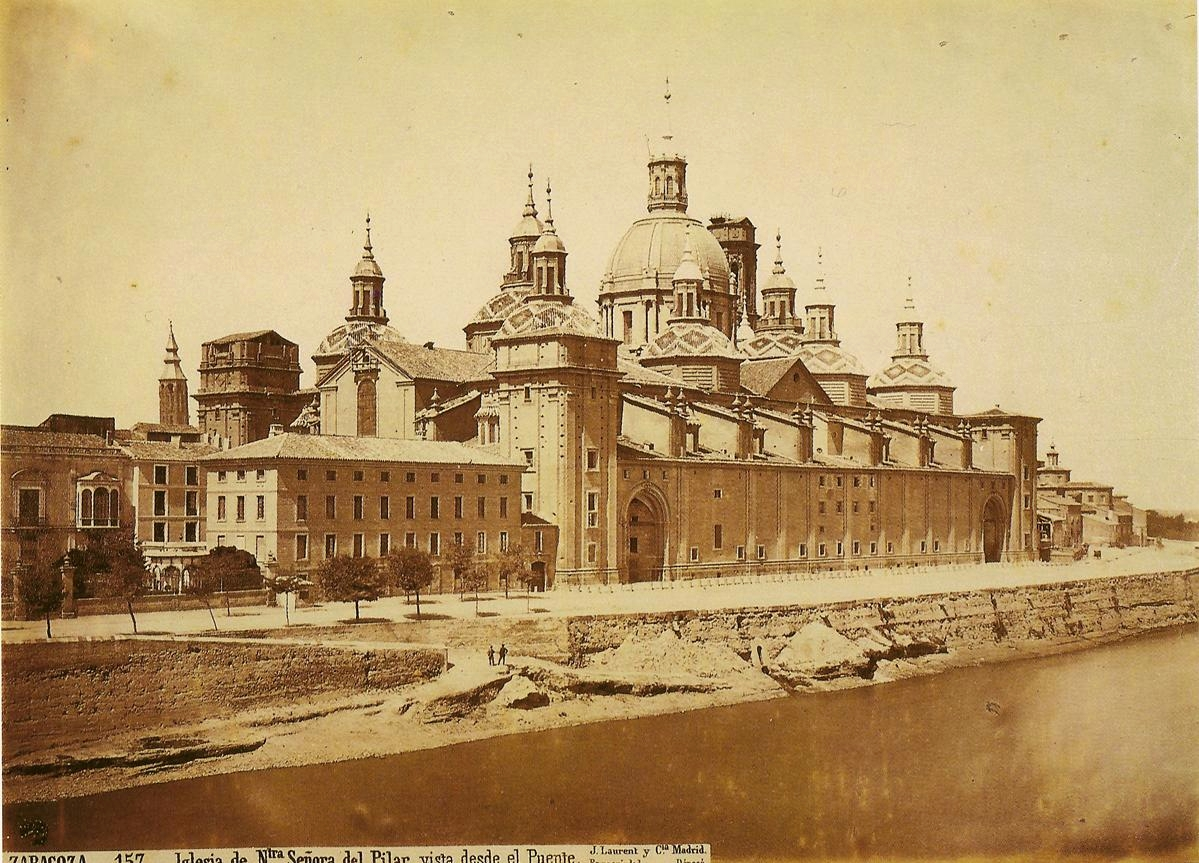
J. Laurent, Iglesia de Nuestra Señora del Pilar vista desde el puente, c. 1875.

Sin embargo, en 1929, la edificación volvía a amenazar ruina al fallar la cimentación. Fue necesario que Teodoro Ríos Balaguer inyectara grandes cantidades de hormigón en los fundamentos antiguos y reparara las grietas de pilares, bóvedas y cúpulas. Sus trabajos de consolidación no concluyeron hasta 1940.
En 1948, el papa Pio XII, concedió a la Catedral de Nuestra Señora del Pilar el título y dignidad de Basílica.
A continuación, y hasta 1950, este mismo arquitecto diseñó una nueva decoración de la fachada sur, la principal, inspirándose en los proyectos de Ventura Rodríguez. Ornamentó las puertas con sendos pórticos, flanqueando las mismas con grandes columnas corintias sobre las cuales descansa un frontón triangular de raíz clásica. En el centro quedó un nicho flanqueado por dobles columnas corintias sobre el cual en 1969 Pablo Serrano esculpió su Venida de la Virgen.
Rompió la monotonía del muro de ladrillo colocando una serie de pilastras de piedra, algunas de ellas dobles, a lo largo del paño. Dispuso sobre él una cornisa muy moldurada y una rotunda balaustrada. Rematando en el piso superior la balaustrada, y coincidiendo con las columnas de los pórticos, situó esculturas académicas de los principales santos de la región, realizadas por Antonio Torres Clavero y Félix Burriel Martín. Las torres de la cara norte, la que da al río, fueron finalmente construidas entre 1950 y 1961 por Miguel Ángel Navarro padre e hijo.

## Notas

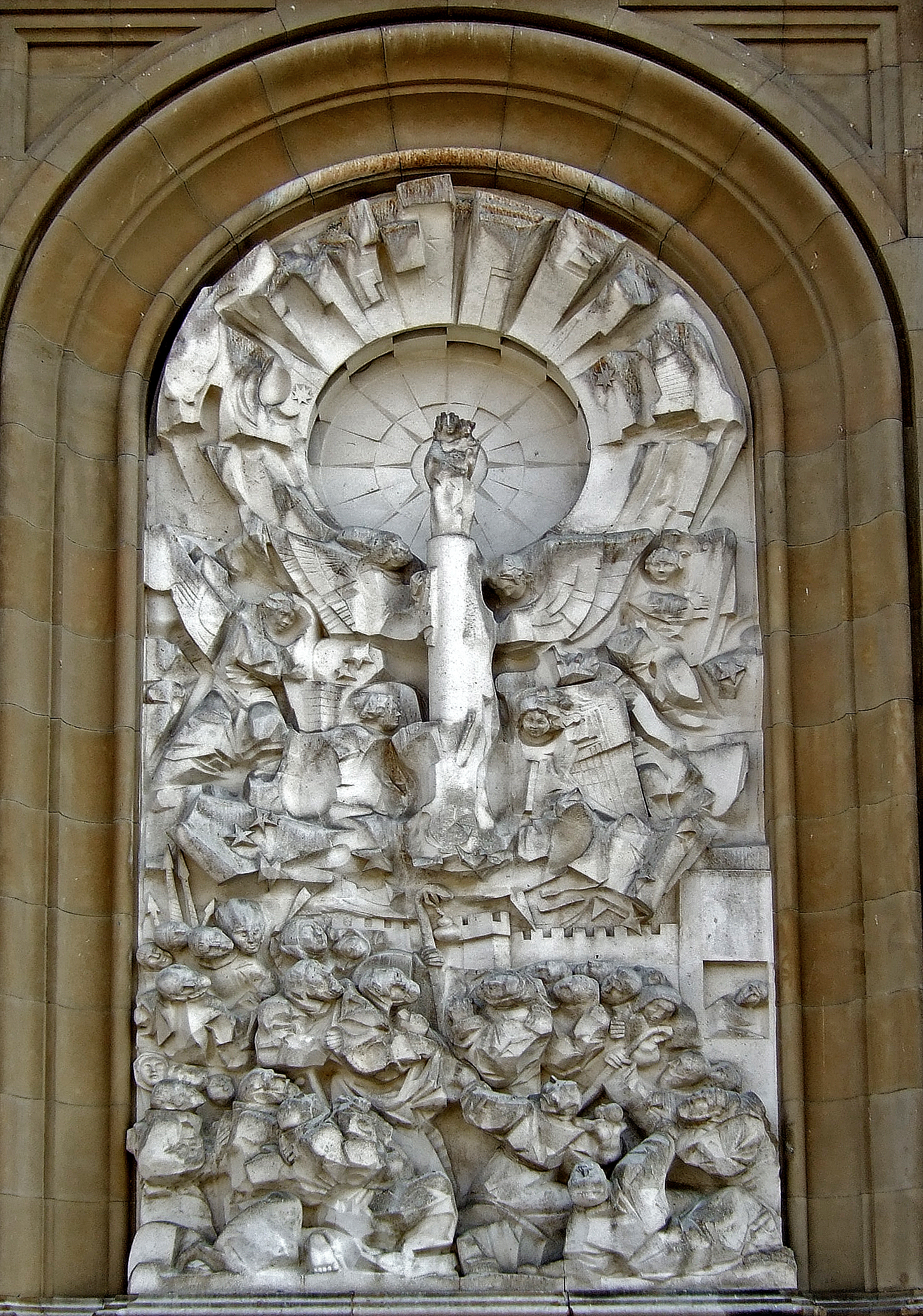
Venida de la Virgen, Pablo Serrano, 1969.